# Rooikapel

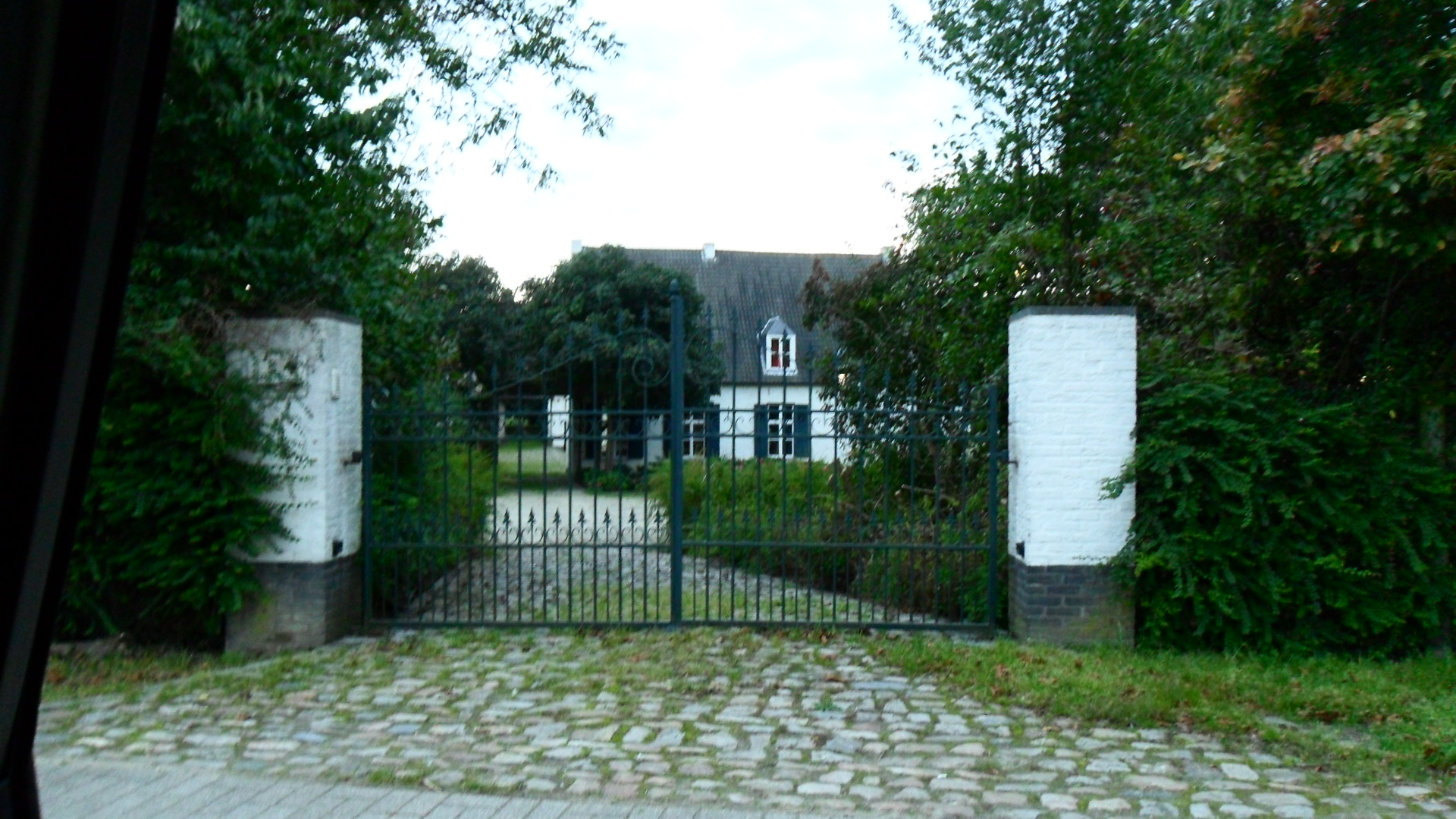
Rooikapelhoeve

De Rooikapel is een kapel in Blanden en werd gebruikt als abdij.
De Rooikapelhoeve is de hoeve rond de kapel en werd gesticht in de 13e eeuw. Willem van Bierbeek vertoefde er en later ook Jan van Lantwijck. Van Lantwijck verkocht de hoeve aan Hendrik van Overbeke. Door de jaren heen werd de hoeve verder verpacht onder verschillende pachtstelsels. Tijdens de Franse Revolutie werd de hoeve als "domaine national" aangeslagen en opnieuw verkocht. Het toen nog "Hof van Blanden" wijzigde de naam naar "Rooikapelhoeve".
Er is eveneens een straat die naar de kapel verwijst, namelijk de Rooikapelstraat. De hoeve wordt dezer dagen nog steeds bewoond.